# Renata Marini
Renata Marini, all'anagrafe Renata Rivi (Bologna, 1904 – Roma, 28 dicembre 1972), è stata un'attrice e doppiatrice italiana.

## Biografia
Nacque a Bologna nel 1904. Ancora ventenne si trasferì a Milano, dove frequentò l'Accademia di Arte Drammatica, e tra il 1925 e il '35 fece teatro di prosa; giovanissima entrò a far parte, tra l'altro, della compagnia di Marta Abba. Attorno al 1935 iniziò a dedicarsi al doppiaggio e negli anni quaranta entrò a far parte della C.D.C. Fu attiva anche in teatro e nella prosa radiofonica EIAR e Rai negli anni trenta-quaranta, e saltuariamente nel cinema.
Alcuni dei doppiaggi più importanti furono quelli di Audrey Hepburn in Vacanze romane e Sabrina,  Deborah Kerr in Da qui all'eternità, Vivien Leigh in Il ponte di Waterloo e Olivia de Havilland in Via col vento. Nel cinema d'animazione Disney doppiò Mary Darling ne Le avventure di Peter Pan.
Durante gli ultimi anni di vita diradò l'attività di attrice, ma fino all'ultimo si dedicò al doppiaggio.

## Prosa teatrale
- Amore mascherato, di Sacha Guitry, regia Aristide Baghetti, prima al Teatro Argentina di Roma il 15 ottobre 1932.

## Filmografia
- L'avvocato difensore, regia di Gero Zambuto (1934)
- Passaporto rosso, regia di Guido Brignone (1935)

## Doppiaggio

### Film cinema
- Deborah Kerr in La regina vergine, Bagliori ad Oriente, Da qui all'eternità, Giulio Cesare, La sposa sognata, La notte dell'iguana, Tavole separate, Credimi, Il prigioniero di Zenda, Tè e simpatia, Duello a Berlino, Edoardo mio figlio
- Elsa Lanchester in Mary Poppins, Una strega in paradiso, Testimone d'accusa, Torna a casa, Lassie!, La corsara, Il fantasma del pirata Barbanera, F.B.I. - Operazione gatto, Il tempo si è fermato
- Janet Leigh in La saga dei Forsyte, Atto di violenza, Senza scampo, Il pilota razzo e la bella siberiana, Piccole donne, Scaramouche, Lo sprecone, Lo scudo dei Falworth, Il mago Houdini,  Parole e musica,  I professori non mangiano bistecche,  Casa mia, Lo sperone nudo
- Kathryn Grayson in Due marinai e una ragazza, Accadde a Brooklyn, Modelle di lusso, Show Boat, Baciami Kate!, Il pescatore della Louisiana
- Dorothy Malone in Tu sei il mio destino, L'uomo del Nevada, Contrabbando sul Mediterraneo, Criminale di turno, Morti di paura, Ultima notte a Warlock
- Donna Reed in Il suo onore gridava vendetta, Il suo onore gridava vendetta, Joko l'australiano, 3 ore per uccidere, Cavalcata ad ovest, L'irresistibile Mr. John
- Hedy Lamarr in Venere peccatrice, Questa donna è mia, Corrispondente X, Vieni a vivere con me, L'amante
- Sheree North in Scandalo al collegio, La felicità non si compra, La strada dell'oro, Un urlo nella notte, Martedì grasso
- Julie Adams in La rapina del secolo, Il mostro della laguna nera, L'oro maledetto, Il traditore di Forte Alamo
- Joan Caulfield in Ladri in guanti gialli, Sessanta lettere d'amore, Abbasso mio marito, Cieli azzurri
- Irene Dunne in Joe il pilota, Le bianche scogliere di Dover, Le mie due mogli, Vita col padre
- Jean Hagen in Carabina Williams, Giungla d'asfalto, Solitudine, Amanti latini
- Joan Fontaine in Il fiore che non colsi, Cavalcata ardente, Viaggio in fondo al mare
- Billie Burke in Il mago di Oz (ediz. 1949), I segreti di Filadelfia, I dannati e gli eroi
- Olivia de Havilland in Via col vento, Il diavolo nello specchio, Luce nella piazza
- Mona Freeman in Furia e passione, Il marchio di sangue, Il caporale Sam
- Mala Powers in La città sommersa, Sangue e metallo giallo, La vendicatrice dei sioux
- Gloria Grahame in Il bruto e la bella, L'avventuriero di Macao
- Audrey Hepburn in Vacanze romane, Sabrina
- Vivien Leigh in Il ponte di Waterloo
- Lauren Bacall in Oceano rosso
- Veda Ann Borg in Il romanzo di Mildred
- Pamela Brown in Brama di vivere
- Faith Brook in Acqua alla gola
- Marguerite Chapman in Il vagabondo della città morta
- Jeanne Crain in Lettera a tre mogli, Bellezze rivali
- Virginia Christine in Giorni di dubbio, L'assassino è perduto
- Mara Corday in Tarantola e Lo scorpione nero
- Joyce Compton in Il sergente e la signora
- Joan Bennett nella riedizione de La donna del ritratto
- Laraine Day in Il prigioniero di Amsterdam
- Myrna Dell in La bella preda
- Valeria Fabrizi in Adua e le compagne
- Susanna Foster in Il fantasma dell'Opera
- Angela Greene in Perdutamente
- Margaret Hayes in Il fondo della bottiglia
- Gloria Henry in Rancho Notorious
- Wendy Hiller in Marinai del re
- Ruth Hussey in Passaggio a Nord-Ovest
- Frieda Inescort in L'inarrivabile felicità
- Anne Jackson in In punta di piedi
- Dorothea Kent in La fidanzata di tutti
- Evelyn Keyes in L'uomo di ferro, Quando la moglie è in vacanza
- Andrea King in La banda degli angeli
- Phyllis Kirk in Ritorno dall'eternità
- Margaret Lockwood in Il dominatore del mare, E le stelle stanno a guardare
- Ida Lupino in Il lupo dei mari, Una pallottola per Roy
- Margo in Piangerò domani
- Andra Martin in La guida indiana
- Virginia Mayo in Luce rossa
- Jeanette MacDonald in San Francisco
- Allyn Ann McLerie in Non sparare, baciami!
- Virginia McKenna in Scuola di spie, La mia vita comincia in Malesia
- Butterfly McQueen in Fiamme a San Francisco
- Patricia Medina in I saccheggiatori del sole
- Vera Miles in Il ladro
- Doretta Morrow in Da quando sei mia
- Jane Nigh in Ho sposato un demonio
- Noëlle Norman in Finisce sempre così
- Cathy O'Donnell in Pietà per i giusti
- Maureen O'Hara in Il maggiore Brady
- Patricia Owens in Sayonara
- Neva Patterson in Furia d'amare, La strada a spirale
- Jean Parker in Il fantasma galante
- Vera Ralston in Dopo Waterloo
- Maureen Roden-Ryan in Il cielo può attendere
- Betty Ross Clarke in L'amico pubblico nº 1
- Barbara Rush in Le donne hanno sempre ragione
- Paula Raymond in La città che non dorme
- Moira Shearer in Storia di tre amori
- Mary Sinclair in La freccia insanguinata
- Ann Todd in Il caso Paradine
- Mabel Todd in La dama e il cowboy
- Ingrid Thulin in Alle soglie della vita
- Alice Kelley in Contro tutte le bandiere
- Lilia Dale in Taverna rossa
- Helen Westcott in Frustateli senza pietà
- Anna May Wong in La dama di Chung-King
- Fay Wray in King Kong
- Jane Wyatt in Boomerang - L'arma che uccide, Amore selvaggio
- Jane Wyman in Incontro sotto la pioggia
- Alanova in La zia smemorata, Canal Grande
- Maria Teresa Lebeau in T'amerò sempre
- Nadia Gray in Puccini, Il falco d'oro
- Janet Vidor in Napoli piange e ride
- Faith Domergue in Cittadino dello spazio
- Constance Smith in Giovanni dalle Bande Nere
- Edwige Maul in A che servono questi quattrini?
- Mildred Natwick in A piedi nudi nel parco
- Sylvia Sidney in Il circo insanguinato
- Valentina Cortese in Il bravo di Venezia
- Loredana in Musica proibita, La fornarina
- Lia Corelli in Desiderio
- Chiaretta Gelli in Partenza ore 7
- Adriana Serra in 11 uomini e un pallone
- Luisa Rossi in Accidenti alla guerra!...
- Nada Fiorelli in Santo disonore
- Dorian Gray in Amo un assassino
- Giovanna Pala in Auguri e figli maschi!, Vendetta... sarda
- Xenia Valderi in Il tallone d'Achille, La romana
- Brunella Bovo in Fanciulle di lusso
- Laura Gore in Napoletani a Milano
- Anna Maria Ferrero in Giuseppe Verdi
- Rossana Rory in Perdonami!
- Maria Fiore in Canzone d'amore
- Anna Campori in Il coraggio
- Elena Luber in La famiglia Brambilla in vacanza e Lascia cantare il cuore
- Luciana Angiolillo in Donne sole e La regina delle Amazzoni
- Jone Morino in Margherita fra i tre, A fil di spada, Il segreto delle tre punte
- Diana Dei in Arrivano i dollari!
- Lucy D'Albert in Una lacrima sul viso
- Tina Lattanzi in Orgasmo
- Véra Clouzot in I diabolici
- Eve Miller in Aprile a Parigi
- Yōko Tani in Le 5 mogli dello scapolo

### Film d'animazione
- Mary Darling in Le avventure di Peter Pan (doppiaggio originale)
- Zobeide in La rosa di Bagdad
- Regina Amas ne Le 13 fatiche di Ercolino